# Чемпионат России по плаванию на короткой воде 2012
Чемпионат России по плаванию на короткой воде 2012 года прошёл с 17 по 21 ноября в Волгограде в спортивном комплексе «Искра».
Чемпионат являлся квалификационным к чемпионату мира в Стамбуле, который прошёл 12—16 декабря.
В соревновании приняли участие около 530 спортсменов из 56 регионов.
В общекомандном зачете победила команда Москвы — 30 медалей: 11 золотых, 10 серебряных и 9 бронзовых. На втором месте по количеству золотых медалей — команда Новосибирской области (6-3-2), на третьем — Санкт-Петербург (4-11-5). В общекомандном зачете по набранным очкам второе место у команды Санкт-Петербурга, третье — у Пензенской области.
Николай Скворцов (Калужская область) набрал 945 очков FINA на 200 м баттерфляем, Елена Соколова (Москва) — 902 очков на 400 м вольным стилем.
Елена Соколова завоевала больше всех как золотых медалей — пять, так и в сумме — 6 (5+1+0). Шесть медалей также у Вячеслава Андрусенко (2+3+1).

## Призёры

### Мужчины
| Дисциплины                       | Золото | Золото   | Серебро | Серебро  | Бронза | Бронза   |
| -------------------------------- | --- | -------- | --- | -------- | --- | -------- |
| 50 м вольным стилем              | Сергей Фесиков ЯНАО — Пензенская область                                                                          | 21.43    | Олег Тихобаев Санкт-Петербург | 21.96    | Андрей Арбузов Красноярский край                                                                                           | 22.01    |
| 100 м вольным стилем             | Сергей Фесиков ЯНАО — Пензенская область                                                                          | 47.57    | Олег Тихобаев Санкт-Петербург | 48.02    | Вячеслав Андрусенко Санкт-Петербург                                                                                        | 48.03    |
| 200 м вольным стилем             | Вячеслав Андрусенко Санкт-Петербург                                                                               | 1:43.87  | Дмитрий Ермаков Москва | 1:44.67  | Михаил Полищук Москва | 1:45.40  |
| 400 м вольным стилем             | Михаил Полищук Москва                                                                                             | 3:41.98  | Александр Селин Москва | 3:42.32  | Евгений Куликов Москва | 3:42.94  |
| 1500 м вольным стилем            | Евгений Куликов Москва                                                                                            | 14:47.07 | Евгений Елисеев Москва | 14:49.68 | Алексей Солпековский Псковская область                                                                                     | 14:54.83 |
|                                  | |          | |          | |          |
| 50 м на спине                    | Станислав Донец Краснодарский край — Ульяновская обл.                                                             | 23.24    | Виталий Борисов Пензенская область                                                                                                | 24.04    | Сергей Маков Омская обл. — Алтайский край                                                                                  | 24.10    |
| 100 м на спине                   | Станислав Донец Краснодарский край — Ульяновская обл.                                                             | 50.07    | Антон Бутымов Саратовская область                                                                                                 | 52.00    | Виталий Борисов Пензенская область                                                                                         | 52.04    |
| 200 м на спине                   | Артём Дубовской Ростовская область                                                                                | 1:53.92  | Дмитрий Горбунов Пензенская область                                                                                               | 1:55.38  | Иван Трофимов Пензенская область                                                                                           | 1:55.74  |
|                                  | |          | |          | |          |
| 50 м брассом                     | Сергей Гейбель Новосибирская область                                                                              | 26.82    | Станислав Лахтюхов МоскваКирилл Стрельников Волгоградская область                                                                 | 27.00    | — | —        |
| 100 м брассом                    | Антон Лобанов Новосибирская область                                                                               | 57.79    | Станислав Лахтюхов Москва | 58.30    | Кирилл Стрельников Волгоградская область                                                                                   | 58.72    |
| 200 м брассом                    | Антон Лобанов Новосибирская область                                                                               | 2:05.51  | Олег Костин Нижегородская область                                                                                                 | 2:06.00  | Григорий Фалько Москва | 2:08.30  |
|                                  | |          | |          | |          |
| 50 м баттерфляем                 | Сергей Фесиков ЯНАО — Пензенская область                                                                          | 23.18    | Владислав Серый Санкт-Петербург                                                                                                   | 23.32    | Александр Попков Санкт-Петербург                                                                                           | 23.38    |
| 100 м баттерфляем                | Николай Скворцов Калужская область                                                                                | 50.93    | Владислав Серый Санкт-Петербург                                                                                                   | 51.40    | Вячеслав Прудников Санкт-Петербург                                                                                         | 51.43    |
| 200 м баттерфляем                | Николай Скворцов Калужская область                                                                                | 1:51.16  | Евгений Коптелов Волгоградская область                                                                                            | 1:55.32  | Сергей Иванов Самарская область                                                                                            | 1:55.83  |
|                                  | |          | |          | |          |
| 100 м комплексное плавание       | Дмитрий Жилин Москва                                                                                              | 53.23    | Вячеслав Прудников Санкт-Петербург                                                                                                | 53.92    | Владислав Серый Санкт-Петербург                                                                                            | 53.98    |
| 200 м комплексное плавание       | Вячеслав Андрусенко Санкт-Петербург                                                                               | 1:55.94  | Дмитрий Жилин Москва | 1:56.81  | Дмитрий Горбунов Пензенская область                                                                                        | 1:57.18  |
| 400 м комплексное плавание       | Сергей Стрельников Волгоградская область                                                                          | 4:08.61  | Михаил Михеев Москва | 4:10.56  | Дмитрий Горбунов Пензенская область                                                                                        | 4:11.69  |
|                                  | |          | |          | |          |
| Эстафета 4×100 м вольным стилем  | Волгоградская область Евгений Седов (48.70) Никита Китаев (48.16) Андрей Ушаков (48.84) Михаил Украинский (47.91) | 3:13.61  | Санкт-Петербург Олег Тихобаев (49.47) Евгений Айзетуллов (49.34) Александр Андреев (49.63) Вячеслав Андрусенко (46.53)            | 3:14.97  | Пензенская область Иван Трофимов (50.99) Илья Лемаев (50.07) Роман Белохвостиков (50.32) Виктор Юшин (49.14)               | 3:20.52  |
| Эстафета 4×200 м вольным стилем  | Москва Михаил Полищук (1:46.52) Павел Медвецкий (1:46.58) Егор Дегтярёв (1:46.04) Дмитрий Ермаков (1:43.83)       | 7:02.97  | Санкт-Петербург Александр Попков (1:45.75) Евгений Айзетуллов (1:47.17) Александр Фёдоров (1:49.08) Вячеслав Андрусенко (1:42.62) | 7:04.62  | Волгоградская область Никита Китаев (1:47.10) Игорь Беспалов (1:47.37) Андрей Ушаков (1:45.47) Михаил Украинский (1:47.20) | 7:07.14  |
| Комбинированная эстафета 4×100 м | Москва Виталий Мельников (51.29) Станислав Лахтюхов (58.02) Никита Прокофьев (52.88) Дмитрий Ермаков (47.50)      | 3:29.69  | Санкт-Петербург Павел Чесноков (52.91) Андрей Николаев (59.48) Владислав Серый (51.75) Вячеслав Андрусенко (47.10)                | 3:31.24  | Волгоградская область Денис Коваленко (53.62) Кирилл Стрельников (58.86) Роман Рыбин (52.38) Никита Китаев (48.31)         | 3:33.17  |

### Женщины
| Дисциплины                       | Золото | Золото  | Серебро | Серебро | Бронза | Бронза  |
| -------------------------------- | --- | ------- | --- | ------- | --- | ------- |
| 50 м вольным стилем              | Светлана Княгинина Санкт-Петербург — Коми                                                                          | 24.29   | Анастасия Аксенова Новосибирская область                                                                               | 24.88   | Наталья Ловцова Самарская область                                                                                                   | 25.07   |
| 100 м вольным стилем             | Наталья Ловцова Самарская область                                                                                  | 54.11   | Анастасия Аксенова Новосибирская область                                                                               | 54.64   | Мария Резникова Москва | 54.70   |
| 200 м вольным стилем             | Дарья Белякина Московская область                                                                                  | 1:56.14 | Елена Соколова Москва                                                                                                  | 1:57.16 | Виктория Малютина Пензенская область                                                                                                | 1:57.73 |
| 400 м вольным стилем             | Елена Соколова Москва                                                                                              | 4:03.08 | Юлия Сноз Коми | 4:09.27 | Виталина Симонова Новосибирская область                                                                                             | 4:11.30 |
| 800 м вольным стилем             | Елена Соколова Москва                                                                                              | 8:26.37 | Елизавета Горшкова Москва                                                                                              | 8:33.92 | Юлия Сноз Коми | 8:37.05 |
|                                  | |         | |         | |         |
| 50 м на спине                    | Надежда Винюкова Москва                                                                                            | 27.76   | Маргарита Нестерова Белгородская областьПолина Лапшина Свердловская область                                            | 27.80   | — | —       |
| 100 м на спине                   | Ксения Москвина ЯНАО                                                                                               | 58.59   | Полина Лапшина Свердловская область                                                                                    | 59.00   | Мария Громова Москва | 59.74   |
| 200 м на спине                   | Дарья К. Устинова Свердловская область                                                                             | 2:05.94 | Полина Лапшина Свердловская область                                                                                    | 2:06.28 | Мария Громова Москва | 2:07.21 |
|                                  | |         | |         | |         |
| 50 м брассом                     | Валентина Артемьева Новосибирская область                                                                          | 30.41   | Елизавета Базарова Белгородская область                                                                                | 30.89   | Мария Темникова Москва | 31.28   |
| 100 м брассом                    | Валентина Артемьева Новосибирская область                                                                          | 1:06.57 | Мария Темникова Москва                                                                                                 | 1:06.84 | Вера Калашникова Москва | 1:08.41 |
| 200 м брассом                    | Виталина Симонова Новосибирская область                                                                            | 2:20.90 | Мария Темникова Москва                                                                                                 | 2:23.23 | Вера Калашникова Москва | 2:26.27 |
|                                  | |         | |         | |         |
| 50 м баттерфляем                 | Дарья Цветкова Алтайский край                                                                                      | 26.14   | Анастасия Лязева Санкт-Петербург                                                                                       | 26.53   | Ирина Беспалова Архангельская область                                                                                               | 26.63   |
| 100 м баттерфляем                | Ирина Беспалова Архангельская область                                                                              | 58.23   | Дарья Цветкова Алтайский край                                                                                          | 58.39   | Алина Кашинская Свердловская область                                                                                                | 59.08   |
| 200 м баттерфляем                | Анастасия Лязева Санкт-Петербург                                                                                   | 2:10.62 | Дарья Шмакова Омская область                                                                                           | 2:10.82 | Мария Новикова Волгоградская область                                                                                                | 2:12.03 |
|                                  | |         | |         | |         |
| 100 м комплексное плавание       | Екатерина Андреева Владимирская область                                                                            | 1:00.74 | Виталина Симонова Новосибирская область                                                                                | 1:01.12 | Ольга Ключникова Пензенская область                                                                                                 | 1:01.57 |
| 200 м комплексное плавание       | Виктория Андреева Санкт-Петербург                                                                                  | 2:09.76 | Дарья Белякина Московская область                                                                                      | 2:10.53 | Екатерина Андреева Владимирская область                                                                                             | 2:11.97 |
| 400 м комплексное плавание       | Виктория Малютина Пензенская область                                                                               | 4:34.25 | Яна Мартынова Татарстан                                                                                                | 4:35.17 | Дарья Белякина Московская область                                                                                                   | 4:35.50 |
|                                  | |         | |         | |         |
| Эстафета 4×100 м вольным стилем  | Москва Елена Соколова (54.48) Екатерина Кудинова (56.04) Юлия Манцева (54.77) Мария Резникова (54.29)              | 3:39.58 | Санкт-Петербург Светлана Княгинина (55.95) Дарья С. Устинова (56.10) Ирина Шваева (56.80) Виктория Андреева (56.23)    | 3:45.08 | Самарская область Анастасия Крастелёва (57.70) Евгения Зубанова (56.53) Мария Арсеньева (57.33) Наталья Ловцова (54.49)             | 3:46.05 |
| Эстафета 4×200 м вольным стилем  | Москва Мария Резникова (2:00.67) Елизавета Королькова (2:02.63) Алёна Кудряшова (2:00.75) Елена Соколова (2:00.19) | 8:04.24 | Санкт-Петербург Ирина Шваева (2:00.39) Ксения Козюк (2:04.44) Дарья С. Устинова (2:03.69) Виктория Андреева (1:58.18)  | 8:06.70 | Новосибирская область Виталина Симонова (1:58.92) Екатерина Боровикова (2:02.73) Мария Петрова (2:06.18) Полина Ретюнская (2:01.79) | 8:09.62 |
| Комбинированная эстафета 4×100 м | Москва Мария Громова (58.88) Мария Темникова (1:06.77) Юлия Манцева (59.29) Елена Соколова (54.81)                 | 3:59.75 | Свердловская область Дарья К. Устинова (59.77) Анна Белоусова (1:08.21) Алина Кашинская (59.05) Полина Лапшина (54.48) | 4:01.51 | Санкт-Петербург Виктория Андреева (1:02.17) Мария Жихарева (1:10.19) Анастасия Лязева (59.69) Дарья С. Устинова (56.50)             | 4:08.55 |